# Maria Duca
Maria Duca (n. 19 iunie 1956, Sângerei, Republica Moldova) este o specialistă în domeniul biologiei, pedologiei și geneticii vegetale, care a fost aleasă ca membru corespondent al Academiei de Științe a Moldovei.
Este căsătorită cu președintele Academiei de Științe a Moldovei, Gheorghe Duca.